# Pandèmies de còlera a Espanya
Les pandèmies de còlera a Espanya van ser una sèrie de brots de còlera que van ocórrer des del primer terç del segle xix fins a finals del mateix segle a les grans ciutats d'Espanya.
En total van morir unes 800.000 persones al llarg de les quatre pandèmies que van esdevenir a Espanya durant aquest segle. No obstant això, la malaltia del còlera va ser una d'entre les diverses malalties contagioses que van assotar el país. Serveixi dir que la població espanyola l'any 1800 era d'11,5 milions de persones i es caracteritzava per una alta taxa de natalitat i mortalitat. Les successives pandèmies van provocar una recessió econòmica, així com una oportunitat de canvi profund en la sanitat i higiene a Espanya. No va estar exempta de polèmiques tant per ocupació de les vacunes creades pel doctor Jaume Ferran, com per les formes de combatre la malaltia, així com per les polítiques emprades per abordar la malaltia. Cal esmentar que el terror causat en la població, a causa de les morts ocasionades, va ser motiu de revoltes populars i inestabilitat social.
Des del primer brot de 1817 ocorregut a l'Índia, és coneguda com una malaltia pandèmica. La seva posterior propagació al llarg dels successius països d'Europa fa aparèixer, finalment, els primers casos a Espanya. El primer brot conegut va aparèixer a principi de l'any 1833 al port de Vigo, que es repeteix gairebé simultàniament al sud d'Espanya. El primer brot sorgeix en un ambient polític conflictiu i inestable, a la meitat d'una transició política severa. La molt recent mort de Ferran VII després de la Dècada Ominosa deixa un estat feble i ple de conflictes. Esdevenen els primers brots durant la qual seria la Primera Guerra Carlina que es desenvolupava al nord d'Espanya. El 1884 Robert Koch descobreix l'origen de la malaltia en forma de bacil, el combat contra el seu avanç va tenir ja des d'aquest any un sentit científic, no obstant això apareixen brots epidèmics arreu del món. Al segle xx només va haver-hi dos brots de còlera a Espanya, el 1971 i 1979.

## Característiques
El còlera és una malaltia infecciosa causada per les enterotoxines del bacil vibrio cholerae. Els malalts mostren una síndrome basada en vòmits i una excessiva diarrea (denominada colerina) amb femta líquida sense mostrar amb prou feines febre. Després d'un període d'incubació d'un o dos dies. La mort es produeix per deshidratació en menys d'una setmana. En situació normal la malaltia es transmet per l'aigua i els aliments. Quan el brot s'estableix en una població són les pròpies i abundants deposicions (en més de trenta vegades per dia) les que contaminen amb summa facilitat les fonts d'aigua potable i les robes dels afectats. Es propaga amb facilitat a les zones humides i la seva incidència és major als països de clima càlid.
La malaltia va arribar a Europa entre 1817 i 1823 procedent de l'Índia. Des d'aquesta data va afectar diverses zones d'Europa i les víctimes s'arribaren a comptar per milions. Finalment, el 2 de febrer de 1884 el doctor Robert Koch va descobrir el bacil causant de la malaltia en la femta dels pacients. Abans d'aquesta data totes les cures eren elucubracions sense sentit científic, molts dels doctors es trobaven aferrats a la teoria miasmàtica. Moltes de les activitats profilàctiques estaven fonamentades en les sagnies, que per la seva abundància produïen morts per sagnat. Eren freqüents les lavatives emol·lients i mucilaginoses. Després del descobriment de Koch, a Espanya el doctor Jaume Ferran i Clua assajà una vacuna un any després però fou àmpliament criticada per científics i polítics. A aquesta crítica contribueix el doctor Santiago Ramón y Cajal que nega l'efectivitat del mètode proposat per Ferran. Finalment la vacuna no és aprovada oficialment; no obstant això és al juny de 1919, en un congrés internacional d'higiene celebrat a París, quan és acceptada públicament.
En l'actualitat, per a la seva curació no s'empren penicil·lines. Amb una solució de tetraciclina es redueix considerablement els seus efectes. El tractament actual consisteix en una rehidratació del pacient amb aportació de sals minerals, bé per via intravenosa, bé per via oral. La malaltia del còlera a la fi del segle xix quan sembla haver desaparegut a Europa i Amèrica, i des de 1950 només es mantenen brots esporàdics en l'Índia i països propers com Bangladesh. No obstant l'Organització Mundial de la Salut (OMS) registra cada any nous brots a diferents parts del món, per regla general en països en vies de desenvolupament. Malgrat tot apareixen dos nous brots a Espanya a mitjan segle xx, que es fiten amb relativa facilitat sent el nombre de víctimes escàs en comparació dels brots del segle xix .
Una de les característiques de la inicial evolució del còlera és que cada país infectat tractava de solucionar el problema per si mateix, sense sol·licitar ajuda a la resta i sense realitzar cap acció conjunta, ni donar cap informació als altres estats. A Espanya va ocórrer de la mateixa forma. Les malalties infeccioses són una forma habitual de mortalitat, al començament del segle xx, les morts per malalties infeccioses encara suposaven gairebé la quarta part de les defuncions. El còlera era una de les més temudes per la societat, però no era l'única que afectava al país: un exemple era la febre groga i la verola. La mortalitat dels diferents brots va causar unes 300.000 morts en el període de 1833-1834, unes 236.000 morts entre 1854 i 1855, unes 120.000 el 1865 i altres 120.000 el 1885. Es pot comprovar que l'últim brot va ocórrer quan ja es coneixia la causa de la malaltia. El còlera va afectar en els seus diversos brots sobretot la meitat oriental de la península Ibèrica, i particularment als nuclis urbans densament poblats, de la costa i alguns d'ells també a l'interior. Des que el 1832 la malaltia va aparèixer a la Gran Bretanya, a Espanya existia la preocupació per conèixer l'origen, prevenció i tractament. Però en desconèixer l'etiologia de la malaltia, les accions de caràcter preventiu eren assajos sense cap fonament científic.

### Primeres gestions
Des de l'administració es van prendre les mesures preventives per aturar l'avanç de les malalties creient en les teories clàssiques epidèmiques de l'època. El doctor Pedro Castelló, va aconseguir de Ferran VII l'autorització per enviar al febrer de 1832 una comissió mèdica composta per Pedro María Rubio, Lorenzo Sánchez Núñez i Francesc de Paula Folch i Amich, amb l'objecte d'estudiar els efectes del còlera a ciutats com París, Viena i Múnic. El resultat del seu viatge fou l'informe tramès des de Berlín el 31 de maig de 1833, no publicat fins al 1834. L'aparició del primer brot a la península a partir de 1832 era qüestió de temps. Algunes de les mesures es fonamentaven en la creació de cordons sanitaris, les quarantenes als llatzerets, l'aïllament sectoritzat de la població i l'habilitació d'hospitals. Es milloren les condicions higièniques d'algunes ciutats poblades, netejant amb més freqüència els carrers. Es publica un Plan Curativo del Cólera Morbo. La primera polèmica sorgeix quan es comença a aplicar els cordons a certs segments de la població, alguns metges no estaven d'acord amb l'aplicació de cordons perquè tenien dubtosa eficiència, a més que paralitzaven les activitats econòmiques. Alguns metges, no obstant això, estaven d'acord amb les mesures i les adoptaven segons el seu criteri mancant una autoritat central de tipus sanitari.
En aquesta època del segle xix es considerava la malaltia del còlera com una malaltia epidèmica, en absolut contagiosa i, per tant, es pensava que el millor procedir era posseir una bona higiene per no adquirir-la. El Plan Curativo del Cólera Morbo feia nombroses indicacions sobre aquest tema. S'esmentava que la causa principal del còlera residia en la mateixa atmosfera. Es realitzaren accions profilàctiques com treure fora de les ciutats la venda de fruites i verdures. S'estableixen Juntes de Sanitat de règim local. Les principals teories patogèniques sobre la morbositat eren la nerviosa, espasmòdica, humoral i gastroentèrica o inflamatòria. Un dels doctors que va destacar en els primers brots va ser l'higienista Mateo Seoane que va publicar diversos articles sobre l'evolució de les pandèmies a Europa, recopilador de les experiències d'altres països en el tractament de la malaltia. De la mateixa forma el precursor de l'epidemiologia espanyola Nicasio Landa realitza nombrosos estudis estadístics (topografia mèdica, taxes d'incidència, taxes de letalitat, etc.) que encara s'usen per a estudiar l'evolució de la malaltia avui dia, sobretot les corresponents al segon brot de 1855.

### Primera epidèmia
Havia passat nou mesos des que el còlera havia arribat a París, i any i mig des que havia arribat a Anglaterra, i les autoritats espanyoles i portugueses sabien que era qüestió de temps l'aparició del primer brot en la península. Els primers casos de la malaltia es van donar a la ciutat de Vigo el 19 de gener de 1833. El primer afectat es deia Francisco Conde i vivia a la rodalia de l'arsenal de Vigo. A Barcelona es produeix un brot gairebé simultàniament. Va tenir el seu inici a causa del desembarcament de les tropes de combat procedents de la Guerra de Successió Portuguesa. És possible que fossin les responsables de l'arribada a Espanya, i fou a Andalusia on es van produir els casos més mortals l'estiu d'aquest mateix any. L'arribada de l'hivern va frenar l'avanç de la pandèmia arreu del país, en arribar la primavera la malaltia va aconseguir en un segon avanç a Madrid. De Vigo es va propagar a Pontevedra i va quedar aïllat en aquesta àrea de Galícia. Altres històries esmenten que la malaltia va venir a bord del vaixell de vapor «Isabel la Catòlica», que procedia de Grècia, on hi viatjaven tres malalts que van ser incomunicats al llatzeret corresponent. Malgrat tot dies després apareixen casos a Redondela, Tui, Vigo, Pontevedra i a gairebé tots els pobles de la província.
El focus del sud d'Espanya va ser més virulent, i es va propagar amb gran força a causa de les condicions mediambientals fins a arribar a Madrid, Toledo, Guadalajara, Sòria, Àvila, Burgos i Conca. A la capital, ja al mes de juliol de 1834, el terror de la malaltia era de tal intensitat que es van produir matances de frares, i se'ls va acusar de causar la malaltia per enverinament de les aigües. El succés va ser recollit per la premsa local. Es començava a sospitar de tot el món, dels aiguadors, dels farmacèutics, dels metges. El nombre de denúncies de persones que se sospitava contaminaven l'aigua es va multiplicar.
Va haver-hi una tercera via d'entrada del còlera de 1834 a través del Mediterrani quan el 1834 la malaltia va arribar a Catalunya pel vapor Tritón, que va salpar de Toló, on la malaltia ja estava estesa, i conduïa militars de la Legió Estrangera Francesa des del nord d'Àfrica a França, i aquests van desembarcar a Tarragona el 16 d'agost i a Roses el 20 d'agost, on els militars van passar la malaltia als civils i d'aquest contacte la malaltia es va propagar per les ciutats, arribant a la Barceloneta l'agost, i el 4 de setembre intramurs de Barcelona.
Aquesta primera epidèmia va afectar unes 1.394 poblacions, l'última província afectada va ser Càceres i l'últim poble Ceclarín. L'epidèmia va durar del 19 de gener de 1833 al 31 de gener de 1835, deixant 449.264 afectats i 102.511 morts.

### Brots successius

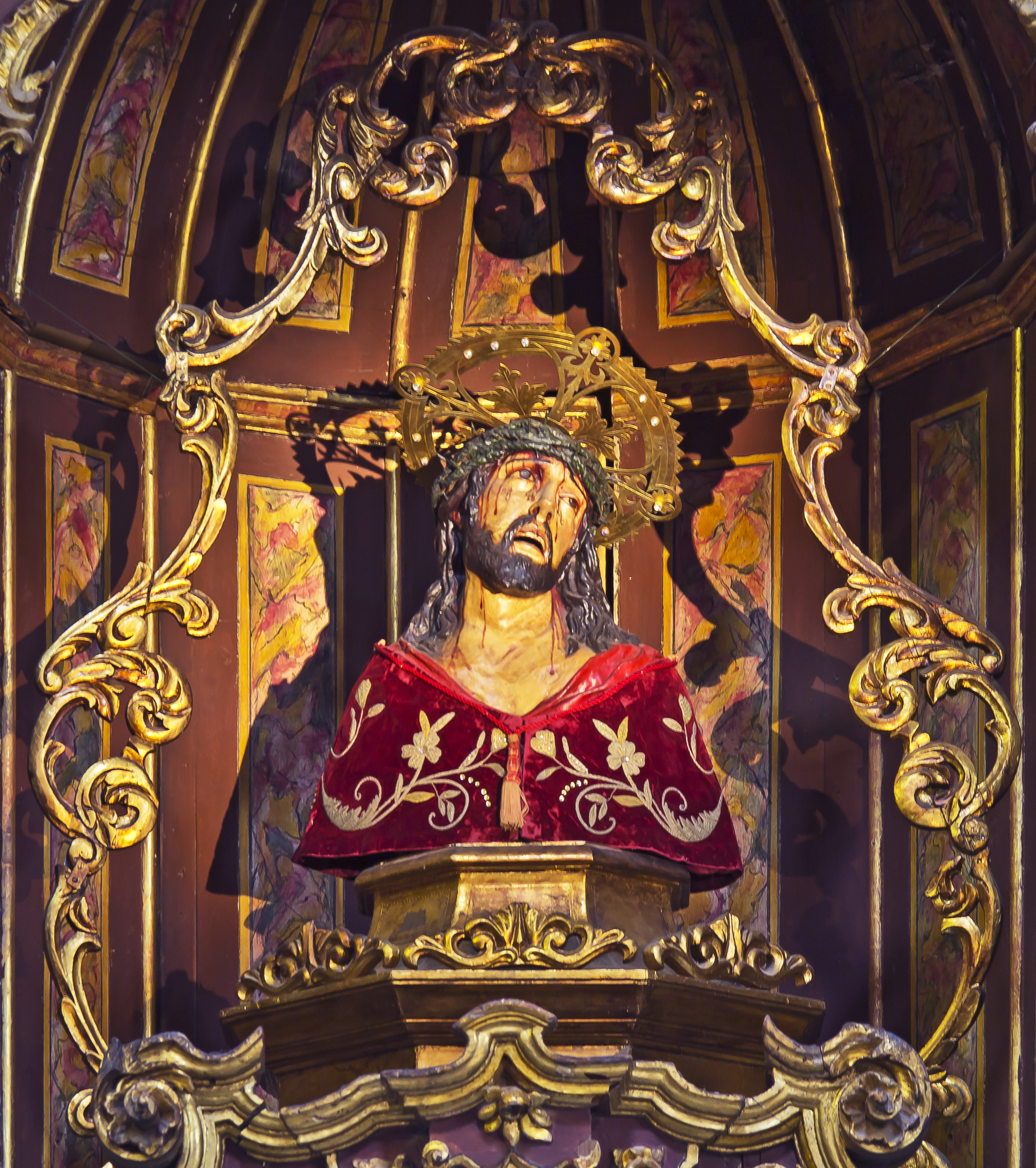
Senyor de les Tribulacions, imatge a la qual se li va atribuir la finalització del còlera-morbo-asiàtic a Santa Cruz de Tenerife en 1893.

La tercera pandèmia de còlera va entrar de nou per Vigo el 19 de novembre de 1853. L'epidèmia de còlera de 1854 a Catalunya procedia un vaixell procedent de Marsella que va arribar el mes de juliol de a Barcelona. Aquesta epidèmia afecta a àmplies zones de l'interior. Aquest segon brot és el més documentat per la premsa de l'època i del que més ha calat en la memòria dels afectats. Cal pensar que un de cada dinou espanyols es va veure afectat en la segona epidèmia. No fou el més mortífer dels brots de còlera esdevinguts a Espanya al segle xix, però fou devastador per les conseqüències que va generar la seva por. Tot això a pesar que ja es començava a sospitar en les maneres de transmissió de la infecció entre la població i de començar a coordinar-se una incipient xarxa internacional de llocs sanitaris que facilitessin informació periòdica respecte a l'evolució i situació de la malaltia. En algunes ciutats com a Madrid es va renovar el sistema de comunicació i sanejament d'aigües i es va crear el Canal d'Isabel II. A les províncies espanyoles aparegueren successivament brots epidèmics que atacaven amb major virulència les classes baixes, especialment les emergents treballadores.
A nivell mundial la següent pandèmia va sorgir el 1863 i va estar activa fins al 1873. El 1865, el còlera entrà a Espanya pel port de València. Les províncies més afectades van ser València, Palma, Girona, Lleó, Albacete, Osca i Terol. El doctor Antonio Fernández García va realitzar una tasca encomiable de recopilació de dades, i en sis mesos, 236.744 persones van morir a Espanya.
El 1885 una gran epidèmia de còlera va matar 66.106 persones. Unes 5.000 persones van ser afectades a la província de Jaén, de les quals van morir el 50%. Va arribar precedida per alguns fenòmens catastròfics, com ara terratrèmols i pluges torrencials, que van crear les condicions per fer proliferar l'epidèmia. Va arribar des de la costa mediterrània a través de la província de Granada. Durant el mes de juliol de 1885 ja afectava poblacions com Villacarrillo, Torreperogil, Cazorla, Arjonilla o Baeza. Encara que el primer cas es va registrar a Jaén el 13 d'agost, durant un mes abans es donen defuncions que tenen com a causa enterocolitis, diagnòstic que pot interpretar-se com un eufemisme per referir-se al còlera quan no es vol declarar la malaltia. El total de víctimes mortals a la capital va ser de 611, similar al de l'epidèmia de 1855, però menor percentualment; de totes maneres molt més elevat que el del conjunt nacional.
Una de les últimes passes i una de les més virulents va ocórrer el 1893 a les Illes Canàries. L'11 d'octubre d'aquest any, el vaixell italià Remo va atracar a Santa Cruz de Tenerife, en arribar de Rio Grande, de pas per Gènova. Les mesures d'aïllament van fallar, el que va provocar que una epidèmia de còlera-morbo-asiàtic es s'estengués per tota la ciutat i municipis limítrofs. L'alarma es va estendre a les altres illes, que immediatament es van incomunicar amb l'illa de Tenerife. Es van realitzar processons religioses rogatives pels carrers de la ciutat com la del Senyor de les Tribulacions. L'actitud del poble santacrucero durant l'epidèmia li va valer a la ciutat el títol de «Molt Benèfica» i la Creu de Primera Classe de l'Orde Espanyol de Beneficència. S'estima que van ser atacats per la malaltia 1.744 ciutadans (el 8,84% de la població), dels quals van morir 382 (el 21,90%).

### Brots alseglexx
Al segle xx es regularitza l'ocupació de vacunes colèriques, i es coneix la forma d'abordar la malaltia i hi ha avanços en el desenvolupament de vacunes i antibiòtics. Malgrat tot es va produir una passa epidèmica de còlera en ple franquisme i es localitza el focus a la ribera del Jalón, el juliol de 1971. El brot, encara que causa una situació d'alarma a Aragó, es procura ocultar a la societat espanyola de l'època. Posteriorment va haver-hi un altre brot el 1979.

## Efectes socials
El primer brot de còlera va ser tractat molt discretament per la premsa espanyola. Per exemple, a la premsa madrilenya, la situació real es va dissimular fins que el brot va arribar a Madrid el 1834. Es temia que la malaltia paralitzés les activitats de comerç. Les pandèmies de còlera, i sobretot la de 1885, han estat àmpliament estudiades, hi comprés les seves dimensions terapèutiques. Les polèmiques sobre els possibles tractaments científics, discussions sobre els més eficaços, tots ells van ser de gran transcendència i van crear alarma social. Cal destacar la vacuna del metge Ferran i la polèmica nacional lliurada al seu voltant. De totes maneres, la polèmica social es trobava en els freqüents tractaments miraculosos. No faltaven els ensalmadors que guarien mitjançant oracions, paraules màgiques i signes. La multitud de formes de pretendre guarir la malaltia va dependre fonamentalment de les doctrines etiopatogèniques que van tenir els doctors de l'època. Com a element profilàctic es recomanava el sulfat de quinina, la càmfora i l'àcid benzoic; altres remeis eren el cigar de cinabri i el fum de carbó de llenya.
El nivell d'indigència a les ciutats era alt, des de final del segle xviii la quantitat d'indigents a les grans ciutats no deixava de créixer. Aquest grup social va ser el que va dirigir revoltes populars, unes es dirigien contra l'església i unes altres contra altres organismes jeràrquics de poder. Es produeixen motins a les grans ciutats. El seu estil de vida freturosa d'higiene, menjar o de mitjans bàsics els va convertir en uns dels objectius de la malaltia. Les ciutats i pobles s'aïllen i pateixen controls d'accés, les ciutats emmurallades empren les muralles com a «barrera d'accés». Als sospitosos se'ls conduïa als llatzerets. Les guerres carlistes amb el seu consegüent moviment de tropes, van ajudar a l'expansió de les epidèmies de còlera. El terror que causa la malaltia fa que el brot de còlera de 1865 buidi ciutats com Madrid i Burgos, molta població es desplaça deixant els seus negocis abandonats, les ciutats despoblades. L'efecte sobre l'economia es va sentir en dècades posteriors. Després de cada brot els camps s'abandonaven i anaven seguits de períodes de carestia que afectava grans grups de població.
Els cementiris a Espanya abans d'aquestes epidèmies estaven situats al centre de les ciutats, de vegades propers als propis hospitals i a vegades s'enterraven dins de les esglésies. El trasllat dels cementiris des del centre de les poblacions als afores, va ser causat per la quantitat de morts. En molts casos els cementiris passen d'estar intramurs a extramurs de les ciutats. En molts cementiris es mantenien obertes fosses familiars a l'espera de noves defuncions entre els parents propers per tapar-les quan quedaven plenes. Després dels primers brots, rara era la ciutat que no tenia els cementiris situats als afores, alguns dels cementiris populars en l'actualitat es troben als afores i daten de començament del segle xx.